# Deutsche Fußballmeisterschaft der B-Junioren 1997/98
Die deutsche B-Jugendmeisterschaft 1998 war die 22. Auflage dieses Wettbewerbes. Meister wurde Borussia Dortmund, das im Finale den VfB Stuttgart mit 2:2 n. V. und 5:4 i. E. besiegte.

## Teilnehmende Mannschaften
| Regionalverband Nord                                                                                             | Regionalverband West                                                                             | Regionalverband Südwest                                                                              | Regionalverband Süd | Regionalverband Nordost |
| --- | ------------------------------------------------------------------------------------------------ | --- | --- | --- |
| - Schleswig-Holstein: Holstein Kiel - Hamburg: Hamburger SV - Bremen: Werder Bremen - Niedersachsen: Hannover 96 | - Westfalen: Borussia Dortmund - Mittelrhein: 1. FC Köln - Niederrhein: Borussia Mönchengladbach | - Rheinland: Eisbachtaler Sportfreunde - Südwest: 1. FC Kaiserslautern - Saarland: 1. FC Saarbrücken | - Hessen: Eintracht Frankfurt - Baden: SV Waldhof Mannheim - Südbaden: SC Freiburg - Württemberg: VfB Stuttgart - Bayern: FC Bayern München | - Mecklenburg-Vorpommern: FC Hansa Rostock - Brandenburg: FC Energie Cottbus - Berlin: FC Hertha 03 Zehlendorf - Sachsen-Anhalt: 1. FC Magdeburg - Thüringen: FC Carl Zeiss Jena - Sachsen: FV Dresden-Nord |

## Vorrunde
| Datum                       |                         | Ergebnis  |                           |
| --------------------------- | ----------------------- | --------- | ------------------------- |
| Gruppe Nord-West:           |                         |           |                           |
| So 21. Juni 1998, 11:00 Uhr | FC Hertha 03 Zehlendorf | 3:5 n. V. | Holstein Kiel             |
| So 21. Juni 1998, 11:00 Uhr | 1. FC Köln              | 7:1       | Hamburger SV              |
| Gruppe Süd-Südwest:         |                         |           |                           |
| So 21. Juni 1998, 11:00 Uhr | 1. FC Saarbrücken       | 7:1       | Eisbachtaler Sportfreunde |
| So 21. Juni 1998, 11:00 Uhr | SC Freiburg             | 1:0       | FC Carl Zeiss Jena        |
| So 21. Juni 1998, 11:00 Uhr | FV Dresden-Nord         | 2:5       | VfB Stuttgart             |

## Achtelfinale
| Datum                       |                      | Ergebnis              |                          |
| --------------------------- | -------------------- | --------------------- | ------------------------ |
| Gruppe Nord-West:           |                      |                       |                          |
| Sa 27. Juni 1998, 15:00 Uhr | Borussia Dortmund    | 5:0                   | FC Energie Cottbus       |
| So 28. Juni 1998, 11:00 Uhr | FC Hansa Rostock     | 4:4 n. V. (4:3 i. E.) | Borussia Mönchengladbach |
| So 28. Juni 1998, 11:00 Uhr | Hannover 96          | 1:4                   | 1. FC Köln               |
| So 28. Juni 1998, 11:00 Uhr | Holstein Kiel        | 0:4                   | SV Werder Bremen         |
| Gruppe Süd-Südwest:         |                      |                       |                          |
| So 28. Juni 1998, 13:00 Uhr | SV Waldhof Mannheim  | 1:2                   | SC Freiburg              |
| So 28. Juni 1998, 11:00 Uhr | 1. FC Saarbrücken    | 1:2 n. V.             | 1. FC Magdeburg          |
| Sa 27. Juni 1998, 17:30 Uhr | VfB Stuttgart        | 3:0                   | Eintracht Frankfurt      |
| So 28. Juni 1998, 11:00 Uhr | 1. FC Kaiserslautern | 1:7                   | FC Bayern München        |

## Viertelfinale
| Datum                      |                   | Ergebnis              |                   |
| -------------------------- | ----------------- | --------------------- | ----------------- |
| Gruppe Nord-West:          |                   |                       |                   |
| Sa 4. Juli 1998, 14:30 Uhr | Borussia Dortmund | 6:2                   | FC Hansa Rostock  |
| Sa 4. Juli 1998, 14:30 Uhr | 1. FC Köln        | 2:1                   | SV Werder Bremen  |
| Gruppe Süd-Südwest:        |                   |                       |                   |
| So 5. Juli 1998, 11:00 Uhr | 1. FC Magdeburg   | 2:1                   | SC Freiburg       |
| So 5. Juli 1998, 11:00 Uhr | VfB Stuttgart     | 4:4 n. V. (4:2 i. E.) | FC Bayern München |

## Halbfinale
| Datum                       |                   | Ergebnis |               |
| --------------------------- | ----------------- | -------- | ------------- |
| Gruppe Nord-West:           |                   |          |               |
| So 12. Juli 1998, 11:00 Uhr | Borussia Dortmund | 5:2      | 1. FC Köln    |
| Gruppe Süd-Südwest:         |                   |          |               |
| So 12. Juli 1998, 11:00 Uhr | 1. FC Magdeburg   | 1:2      | VfB Stuttgart |

## Finale
| Borussia Dortmund                                                   | Borussia Dortmund | VfB Stuttgart | VfB Stuttgart |
| ------------------------------------------------------------------- | --- | --- | ------------- |
| Borussia Dortmund                                                   | \| Sonntag, 19. Juli 1998 um 10:30 Uhr in Dortmund (Stadion Rote Erde) \| \| Ergebnis: 2:2 n. V. (2:2, 1:1), 5:4 i. E. \| \| Zuschauer: 4.000 \| \| Schiedsrichter: Carsten Kadach (Suderburg) \|                                                                                             | \| Sonntag, 19. Juli 1998 um 10:30 Uhr in Dortmund (Stadion Rote Erde) \| \| Ergebnis: 2:2 n. V. (2:2, 1:1), 5:4 i. E. \| \| Zuschauer: 4.000 \| \| Schiedsrichter: Carsten Kadach (Suderburg) \|                                                                                               | VfB Stuttgart |
| Borussia Dortmund                                                   | Tobias Ritz – Steve Kozole (41. Sebastian Placzek) – Denis Boutagrat (41. Emre Konya), Florian Thorwart – Michael Kügler, Florian Kringe (56. Tobias Wurm), Igor Bendowsky, Marco Löring – Markus Wersching (90. Saffet Kaya), Vladimir Bogdanov, Danny Woidtke Cheftrainer: Peter Wongrowitz | Markus Miller – Javier Fanelli, Michael Stickel (96. Luciano Fanelli), Benjamin Adrion, Florian Lechner – Marvin Braun, Andreas Hinkel, Ioannis Amanatidis, Sascha Schorstädt (70. Michael Fink) – Hakan Cetin (61. Thomas Wörle), Rene Grober (68. Angelo Vaccaro) Cheftrainer: Rudolf Schöbel | VfB Stuttgart |
| Borussia Dortmund                                                   | 1:0 Vladimir Bogdanov (8.) 2:1 Sebastian Placzek (69.) | 1:1 Rene Grober (13.) 2:2 Marvin Braun (71.) | VfB Stuttgart |
| Borussia Dortmund                                                   | Elfmeterschießen | | VfB Stuttgart |
| Borussia Dortmund                                                   | Vladimir Bogdanov verschießt 1:0 Danny Woidtke 2:1 Igor Bendowsky 3:2 Sebastian Placzek 4:3 Michael Kügker 5:4 Saffet Kaya | Ioannis Amanatidis verschießt 1:1 Florian Lechner 2:2 Michael Fink 3:3 Angelo Vaccaro 4:4 Benjamin Adrion Andreas Hinkel verschießt | VfB Stuttgart |
| Sonntag, 19. Juli 1998 um 10:30 Uhr in Dortmund (Stadion Rote Erde) | | |               |
| Ergebnis: 2:2 n. V. (2:2, 1:1), 5:4 i. E.                           | | |               |
| Zuschauer: 4.000                                                    | | |               |
| Schiedsrichter: Carsten Kadach (Suderburg)                          | | |               |